# ناحیه گالین، میشیگان
ناحیه گالین (به انگلیسی: Galien Township) یک منطقهٔ مسکونی در ایالات متحده آمریکا است که در شهرستان برین، میشیگان واقع شده‌است.
 ناحیه گالین ۵۷٫۱ کیلومتر مربع مساحت و ۱٬۴۵۲ نفر جمعیت دارد و ۲۲۰ متر بالاتر از سطح دریا واقع شده‌است.